# Ich sterb für dich
Ich sterb für dich ist ein Lied der deutschen Pop- und Schlagersängerin Vanessa Mai aus dem Jahr 2016. Das Stück ist die erste Singleauskopplung aus ihrem dritten Studioalbum Für Dich.

## Entstehung und Artwork
Geschrieben wurde das Lied gemeinsam von Dieter Bohlen und Oliver Lukas. Produziert wurde die Single durch Bohlen. Abgemischt, instrumentalisiert (Bass, Keyboard und Schlagzeug) und programmiert wurde das Stück in den Jeopark Studios in Hamburg unter der Leitung von Joachim Mezei. Des Weiteren stand Mezei Bohlen auch als Koproduzent zur Seite. Die Single wurde unter den Musiklabels Ariola, Music for Millions und Sony Music Entertainment veröffentlicht und durch den Arabella und den Blue Obsession Musikverlag vertrieben.
Auf dem Cover der Maxi-Single ist – neben Künstlernamen und Liedtitel – Mais Oberkörper in einem weißen Kleid mit beiger Jacke zu sehen. Das Coverbild stammt von Sandra Ludewig, die Gestaltung von Roland Reinsberg.

## Veröffentlichung und Promotion
Die Erstveröffentlichung von Ich sterb für dich erfolgte als Einzeldownload am 19. Februar 2016. Aufgrund des großen Anklangs folgte die Veröffentlichung einer physischen Maxi-Single am 29. April 2016. Diese beinhaltet neben der Albumversion sechs weitere Remixversionen zu Ich sterb für dich als B-Seite. Bei fünf Remixen handelt es sich um zuvor unveröffentlichte Stücke, der Remix von Roman Lüth ist auch ein Teil der limitieren Doppel-CD und der „Geschenk Edition“ zu Für Dich.
Um sich und das Lied zu bewerben, folgten unter anderem Liveauftritte zur Hauptsendezeit während der Feste der Volksmusik (Andrea Berg – Das Glückwunschfest 2016, Schlagerboom, Das große Schlagerfest) im Ersten, bei Willkommen bei Carmen Nebel im ZDF, bei der Starnacht am Wörthersee, bei Hello Again des Schweizer Radio und Fernsehen und bei den Schlagern des Jahres 2016. Des Weiteren folgten Auftritte im ZDF-Fernsehgarten, bei ZDF-Fernsehgarten on Tour und Immer wieder sonntags.
Remixversionen
1. Ich sterb für dich (Fosco Remix) (Remix von: DJ Fosco)
2. Ich sterb für dich (Fosco Remix Edit) (Remix von: DJ Fosco)
3. Ich sterb für dich (Harris & Ford vs. Lamboef Edit) (Remix von: Harris & Ford, Kevin Kridlo, Lamboef & Patrick Pöhl)
4. Ich sterb für dich (Harris & Ford vs. Lamboef Extended) (Remix von: Harris & Ford, Kevin Kridlo, Lamboef & Patrick Pöhl)
5. Ich sterb für dich (Mania Mix) (Remix von: Stefan Pössnicker)
6. Ich sterb für dich (Rmx) (Remix von: Roman Lüth)

## Inhalt
Bei Ich sterb für dich handelt sich um eine Coverversion des englischsprachigen Originals And When I Die der deutschen Musikgruppe Touché aus dem Jahr 1998. Geschrieben und produziert wurde das Stück im Original von Dieter Bohlen unter dem Pseudonym „Joseph Cooley“. Die Band veröffentlichte das Lied auf ihrem zweiten Studioalbum Kids in America. Das Album erreichte in drei Chartwochen lediglich Rang 89 der deutschen Albumcharts.
Der Liedtext zu Ich sterb für dich ist in deutscher Sprache verfasst. Die Musik wurde von Bohlen, der Text von Bohlen und Oliver Lukas verfasst. Musikalisch bewegt sich das Lied im Bereich der Popmusik und des Schlagers. Gesungen wird das Stück eigens von Vanessa Mai, im Hintergrund wird sie dabei von Billy King, Christoph Leis-Bendorff und Johannes Leis-Bendorff unterstützt. Inhaltlich beschäftigt sich das Lied mit einer typischen „Junge-trifft-Mädchen-Geschichte“. Die Kernaussage des Liedes beschrieb Mai wie folgt: „Erst wenn man jemand verloren hat, merkt man, wie sehr man ihn liebt.“ Die im Refrain vorkommenden hohen Chöre werden mit denen der 1980er Jahre von Bohlen  produzierten oder mitgewirkten Musikacts wie Blue System, C. C. Catch oder Modern Talking verglichen.
| „Und wenn ich sterb, ich sterb für dich. Und wenn ich wein, ich wein um dich. Und wenn ich denk, ich denk an dich. Es tut so weh, ganz ohne dich.“ – Refrain, Ich sterb für dich | “And when I die, I die for you (it’s just feeling in my heart). Love makes me blind, what can I do? And when I cry, please stay tonight. Just one more dream, stay by my side.” – Refrain, And when i die |

## Musikvideo
Das Musikvideo zu Ich sterb für dich wurde auf Mallorca (Spanien) gedreht und feierte seine Premiere am 24. Februar 2016 auf der Videoplattform YouTube. Das Video lässt sich in zwei Abschnitte teilen. Zum einen ist Mai, die an einem Strand, einem Bootssteg oder auf einem Geländewagen sitzend das Lied singt, zu sehen. Zum anderen ist sie an den gleichen Orten mit einer Gruppe Tänzerinnen zu sehen, mit denen sie zusammen tanzt und das Lied singt. Die Gesamtlänge des Videos beträgt 3:09 Minuten. Wie schon bei Wolke 7 führte wieder Oliver Sommer Regie. Bis August 2025 zählte das Musikvideo über 70 Millionen Aufrufe auf YouTube.

## Mitwirkende
| Liedproduktion - Dieter Bohlen: Komponist, Liedtexter Musikproduzent - Billy King: Begleitgesang - Christoph Leis-Bendorff: Begleitgesang - Johannes Leis-Bendorff: Begleitgesang - Oliver Lukas: Liedtexter - Vanessa Mai: Begleitgesang, Gesang - Joachim Mezei: Abmischung, Bass, Gitarre, Keyboard, Koproduzent, Programmierung Visualisierung - Sandra Ludewig: Fotograf (Cover) - Roland Reinsberg: Artwork (Cover) - Oliver Sommer: Regisseur (Musikvideo) | Unternehmen - Arabella Verlag: Vertrieb - Ariola: Musiklabel - Blue Obsession Musikverlag: Vertrieb - Jeopark Studio: Tonstudio - Music for Millions: Musiklabel - Sony Music Entertainment: Musiklabel |

## Rezeption
Ansgar Kuhn von schwedenschlager.de vergab drei von fünf Sternen mit der Begründung, dass das Lied nicht schlecht sei, aber es einen nicht wirklich vom Hocker haue und der Discofox-Funke nicht so recht überspringe.

## Kommerzieller Erfolg

### Chartplatzierungen
Ich sterb für dich erreichte in Deutschland Position 35 der Singlecharts und konnte sich insgesamt fünf Wochen in den Charts halten. In Österreich erreichte die Single in vier Chartwochen Position 48 und in der Schweiz in zwei Chartwochen Position 67 der Charts.
Für Mai ist dies nach Wolke 7 bereits der zweite Charterfolg in Deutschland und Österreich sowie der erste und bislang einzige in der Schweiz. Erstmals konnte sich eine Single von ihr gleichzeitig in allen D-A-CH-Staaten platzieren. In Deutschland konnte sich bis dato keine Single Mais höher in den Charts platzieren, 2018 wurde Ich sterb für dich von Wir 2 immer 1 (Höchstplatzierung: 33) abgelöst. In Österreich konnte sich bislang keine Single von ihr höher und länger in den Singlecharts platzieren. Für Bohlen ist es nach Diese Nacht ist jede Sünde wert von Andrea Berg der zweite Schlager, mit dem er sich als Autor und Produzent im Jahr 2016 in Deutschland und Österreich in den Charts platzieren konnte. Lukas erreichte in seiner Autorentätigkeit mit Ich sterb für dich zum siebten Mal die deutschen und österreichischen Singlecharts sowie zum fünften Mal die Schweizer Hitparade.
| ChartsChartplatzierungen | Höchstplatzierung | Wochen |
| ------------------------ | ----------------- | ------ |
| Deutschland (GfK)        | 35 (5 Wo.)        | 5      |
| Österreich (Ö3)          | 48 (4 Wo.)        | 4      |
| Schweiz (IFPI)           | 67 (2 Wo.)        | 2      |

### Auszeichnungen für Musikverkäufe
Im Dezember 2022 erhielt Ich sterb für dich eine Goldene Schallplatte für über 200.000 verkaufte Einheiten in Deutschland. Damit zählt das Lied zu einem der meistverkauften Schlager des Landes der 2010er-Jahre. Es handelt sich hierbei um die einzige Singleauszeichnung für Mai, was es zur erfolgreichsten Single ihrer Karriere macht.
| Land/Region        | Auszeichnungen für Musikverkäufe (Land/Region, Auszeichnung, Verkäufe) | Verkäufe |
| ------------------ | ---------------------------------------------------------------------- | -------- |
| Deutschland (BVMI) | Gold                                                                   | 200.000  |
| Insgesamt          | 1× Gold ·                                                              | 200.000  |

## Coverversionen
- 2016: Laura van den Elzen, die niederländische Popsängerin sang das Lied während der zweiten Event-Show der 13. Staffel von Deutschland sucht den Superstar. Sie belegte mit ihrer Interpretation den dritten von acht Rängen, womit sie das Halbfinale erreichte. Sie belegte am Ende der Staffel den zweiten Platz hinter Prince Damien.